# Fibromatos

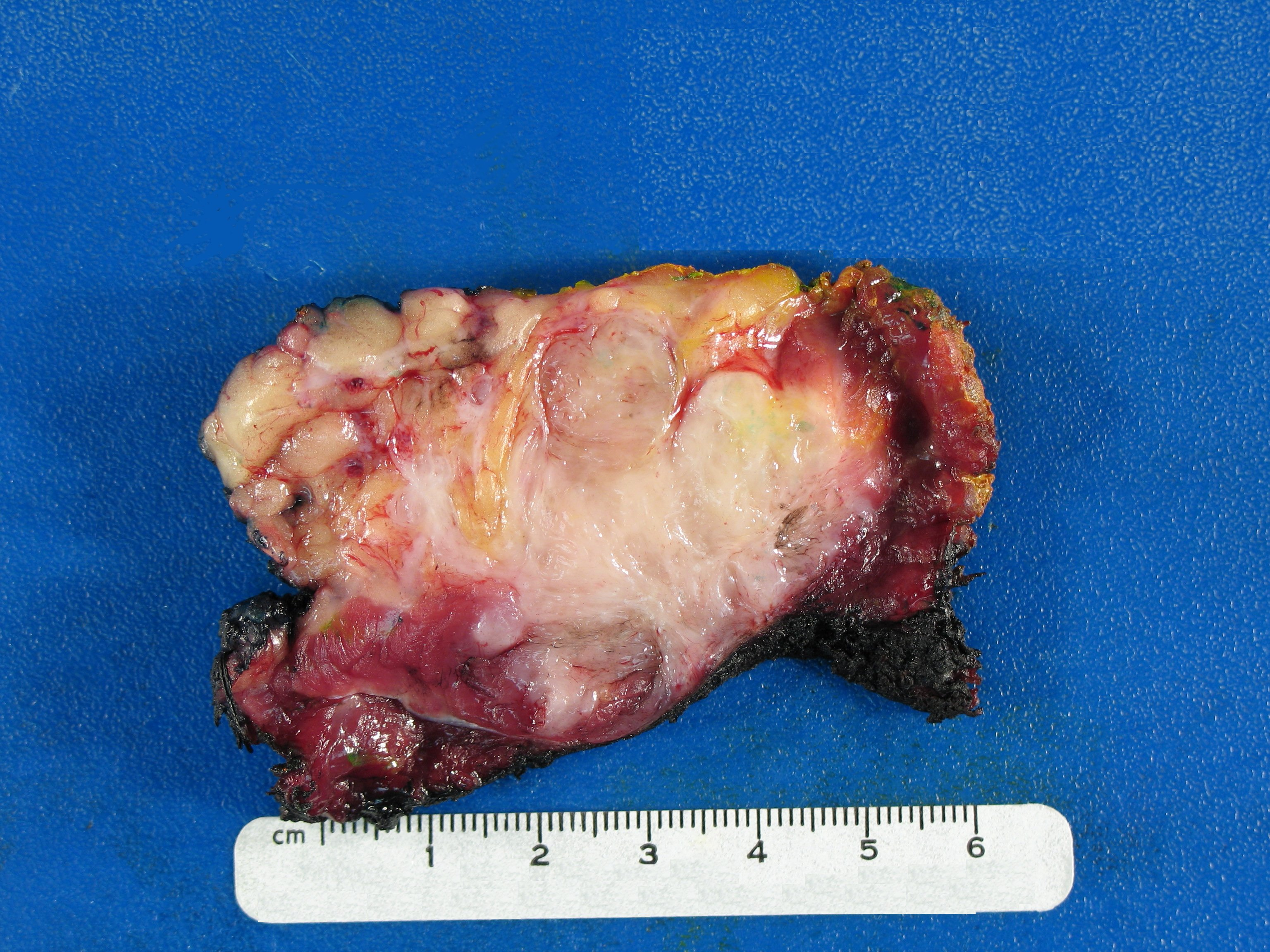
Exempel på fibromatos.

Fibromatos innebär sjukliga nybildningar i kroppens bindväv, framförallt i fascior. Ordet kommer från latinets fibra, som betyder fiber eller tråd, och i detta fall syftar på bindväv.Till skillnad från fibrom, som är en ensam benign tumör och ofta uppkommer efter skada, innebär fibromatos flera olika benigna tumörliknande knölar.
Sjukdomen förekommer i flera former, bland annat von Recklinghausens sjukdom samt desmoid eller "aggressiv fibromatos".
Fibromatos räknas som tumörer, men kan aldrig metastasera, alltså sprida sig till andra organ i kroppen. Återfallsrisken är påtaglig och även om ett flertal olika behandlingsmetoder förekommer för sjukdomen upplever många patienter besvär, antingen av behandlingen i sig eller av själva sjukdomen. Tillståndet är ofta mycket smärtsamt.